# Masilo John Selemela
Masilo John Selemela (ur. 13 stycznia 1972 w Magoebaskloof) – południowoafrykański duchowny rzymskokatolicki, biskup pomocniczy Pretorii od 2022.

## Życiorys
Święcenia kapłańskie otrzymał 12 czerwca 1999 i został inkardynowany do diecezji Tzaneen. Był m.in. diecezjalnym duszpasterzem młodzieży, wicedyrektorem komitetu finansowego, a także wychowawcą, wicerektorem i rektorem seminarium duchownego w Pretorii.
16 lipca 2022 papież Franciszek mianował go biskupem pomocniczym archidiecezji Pretorii oraz biskupem tytularnym Nachingwea. Sakry udzielił mu 3 września 2022 arcybiskup Dabula Anthony Mpako.